# Vanilla planifolia
La vaniglia o vainiglia (Vanilla planifolia Jacks. ex Andrews, 1808) è un'orchidea originaria del Messico. I suoi frutti, delle capsule, comunemente ed erroneamente chiamate baccelli, sono la spezia nota come vaniglia.

## Etimologia
Etimologicamente, il nome vaniglia deriva dallo spagnolo vaina che deriva a sua volta dal latino vagina, che significa guaina, baccello.
Nella maggior parte delle lingue, la vaniglia si identifica per dei nomi foneticamente molto simili: vaniglia in italiano, vanilla in inglese, wanilia in polacco, vanilj in svedese, vanille in francese.

## Descrizione

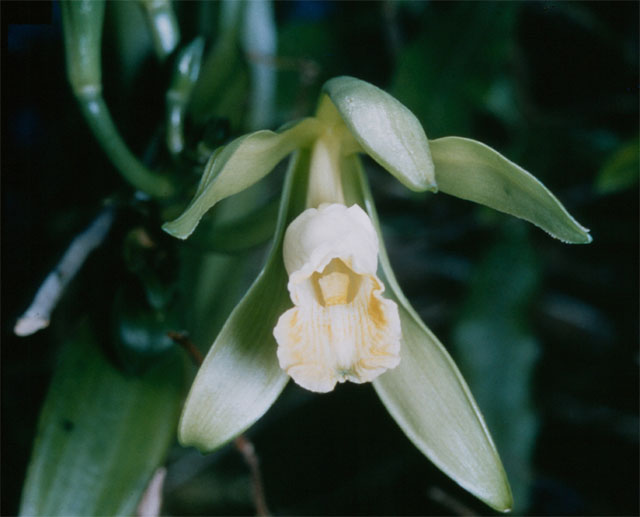
Il fiore della vaniglia.

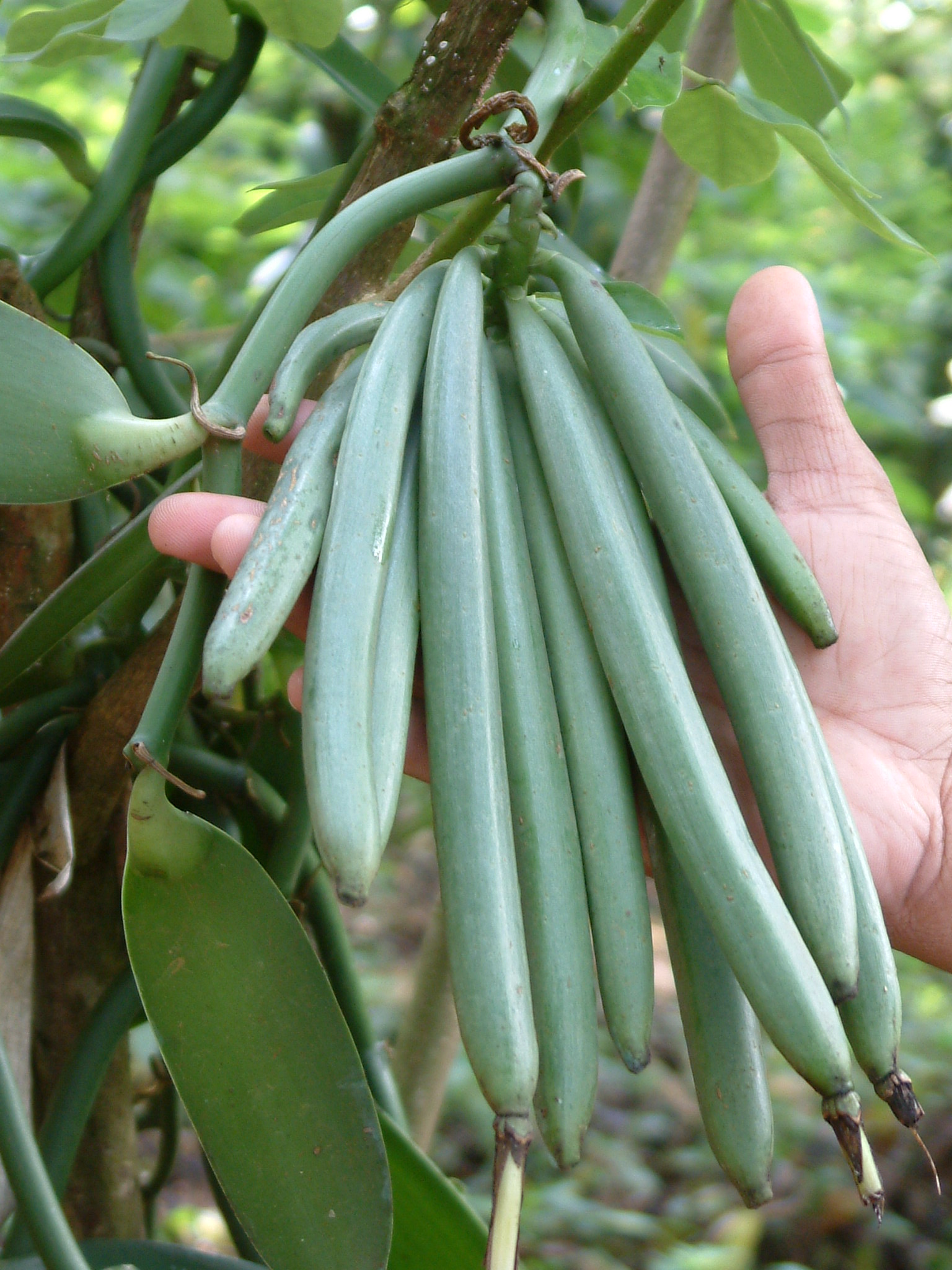
Frutti di vaniglia prima della raccolta.

Come tutti i membri del genere la vaniglia è una liana.
Flessibile e poco ramificata, la liana rampicante di vaniglia,  si sviluppa per crescita del germoglio e forma dei lunghi e sottili fusti che si arrampicano su supporti naturali (altri alberi) anche per più di dieci metri. Se il fusto è fratturato, i frammenti radicano facilmente, con lo stesso sistema, facendo una talea si ottiene la moltiplicazione della pianta, come avviene anche in natura.
Le foglie sono alternate lungo i lati del fusto erbaceo; sono piatte, intere, ovali con la punta aguzza, all'incirca tre volte più lunghe rispetto alla larghezza, e possono raggiungere la misura di quindici centimetri. Il gambo e le foglie sono verdi, carnose, contenenti un succo trasparente e irritante che provoca sulla pelle delle irritazioni e pruriti persistenti. Nelle vicinanze dell'attaccatura delle foglie ci sono spesso delle radici aeree che permettono alla pianta fissarsi al supporto e se necessario produrre radici.
I fiori, in gruppi di otto o dieci, formano dei piccoli bouquet. Di colore bianco, verdastro o giallo pallido, hanno una struttura classica di un fiore d'orchidea malgrado un'apparenza alquanto regolare. La fecondazione necessita l'intervento d'un ausilio specializzato: in natura, nelle regioni d'origine è effettuato grazie a degli insetti del genere Melipona, un genere di api senza pungiglione. Dopo la fecondazione, l'ovario si trasforma nella capsula  pendente lunga da 12 a 25 centimetri. I frutti freschi e ancora inodori hanno un diametro da 7 a 10 millimetri. Contengono migliaia di semi minuscoli che vengono liberati per apertura della capsula lungo i setti dei carpelli. La raccolta si fa a frutti immaturi (verdi).

## Distribuzione e habitat

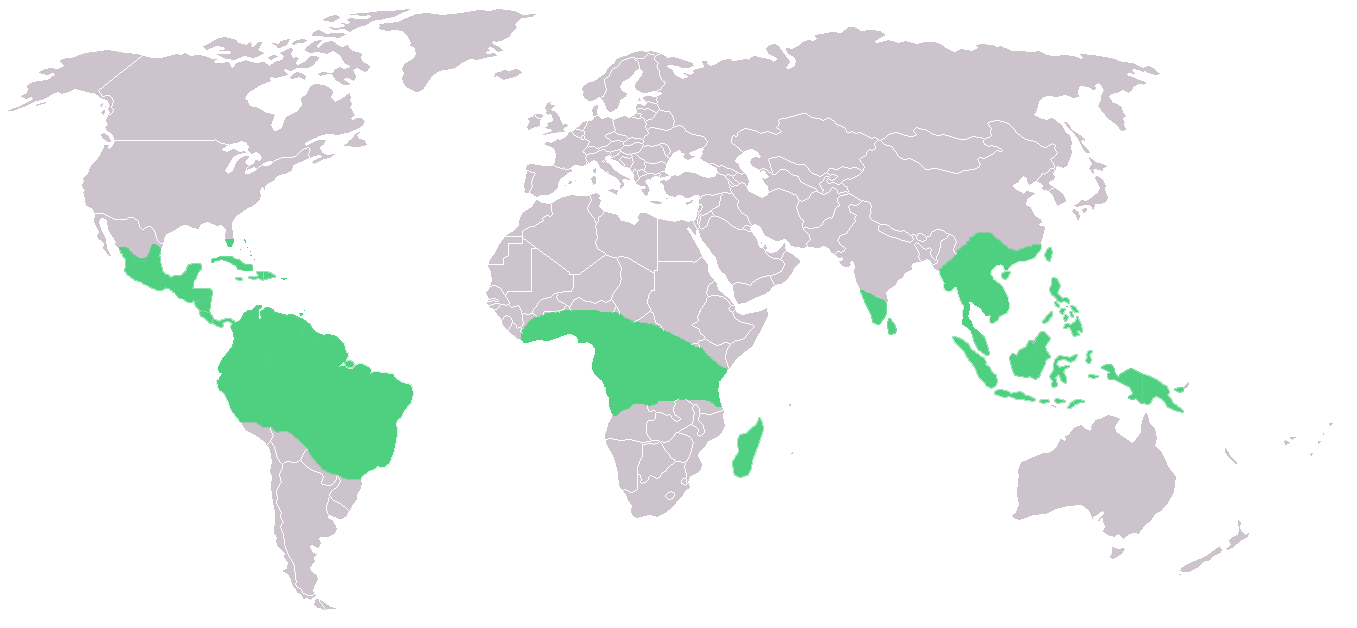
Distribuzione attuale della vaniglia come pianta coltivata.

La vaniglia è originaria delle foreste tropicali umide della costa orientale messicana dove vive nel sottobosco. Ma la vaniglia è soprattutto conosciuta come pianta coltivata. La coltivazione di questa pianta, per la produzione della spezia, ha contribuito alla sua diffusione nella maggior parte delle regioni tropicali umide del mondo.

## Storia

### Il monopolio messicano
Per più di due secoli, nel XVII secolo e XVIII secolo, il Messico, e in particolare la regione di Veracruz, conserva il monopolio della vaniglia. I Totonachi (antica popolazione Amerinda) rimangono i primi produttori fino alla metà del XIX secolo. Tutti i tentativi di far riprodurre questa orchidea al di fuori del proprio habitat naturale falliscono. Fino al XIX secolo infatti si ignorava che le api del genere Melipona giocano un ruolo fondamentale per la fecondazione e la formazione del frutto.
La vaniglia provoca una vera e propria infatuazione in Europa. È sempre più apprezzata nella corte di Francia, dove Madame Montespan la adopera per profumare l'acqua del bagno. Re Luigi XIV, avendone subìto lo charme, decide di tentare seriamente di introdurla sull'Isola Bourbon (oggi Riunione), ma i diversi tentativi non sono andati a buon fine.

### Il successo dell'isola Bourbon

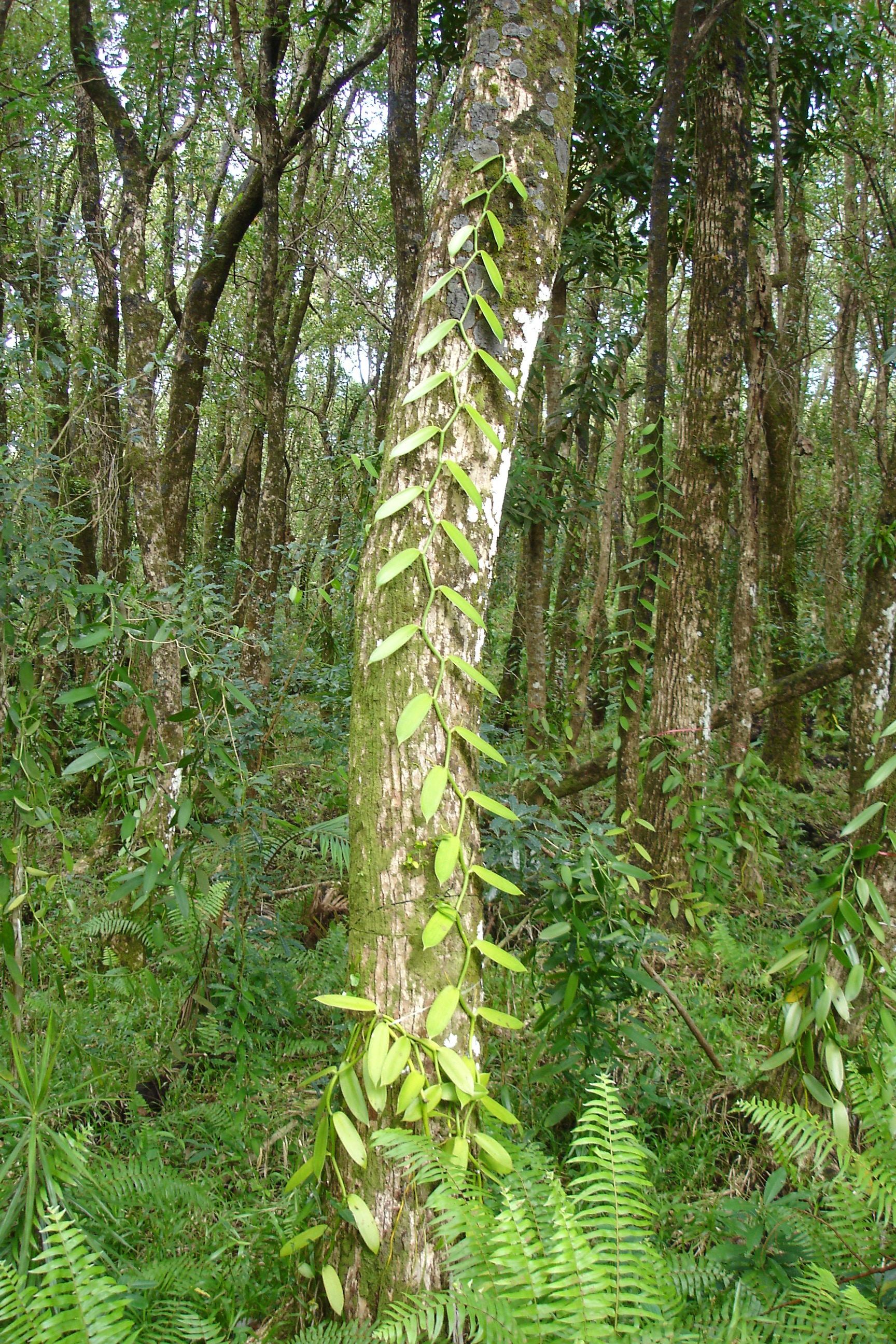
Pianta di vaniglia nell'isola di Riunione.

La prima impollinazione artificiale dei fiori di vaniglia fu effettuata nel 1836 nel Giardino Botanico di Liegi da parte del naturalista belga Charles Morren, e poi, nel 1837, da parte dell'ortocultore francese Joseph Henri François Neumann.
Non è un caso se nel 1841 un giovane schiavo di Bourbon di dodici anni, Edmond Albius, mise a punto il procedimento pratico tuttora utilizzato. Questo metodo d'impollinazione, la cui paternità viene ingiustamente rivendicata dal botanico francese Jean Michel Claude Richard, fa dell'isola di Bourbon il primo centro "vanigliero" del pianeta, qualche decennio dopo l'introduzione dell'orchidea sul suo suolo nel 1819. Con l'abolizione della schiavitù, nel 1848, a Edmond venne dato il patronimico "d'Albius", correlato al colore bianco del fiore di vaniglia.
La vaniglia è stata anche coltivata nella Guadalupa e nella Martinica, ma con la preferenza per la produzione agricola della canna da zucchero e della banana, è praticamente scomparsa, come numerose altre specie sostituite dalle piante importate.

### Lo sviluppo malgascio
Sono i coltivatori della Riunione che nel 1880 introducono in Madagascar la coltura della vaniglia. Le prime piantagioni vengono create sull'isola di Nosy Be. Successivamente prendono piede anche nelle regioni orientali della grande isola, soprattutto in quelle di Antalaha e di Sambava con un clima umido favorevole. La produzione aumenta velocemente e supera le 1.000 tonnellate nel 1929, è più di dieci volte quella di Riunione. Il mercato tuttavia, senza alcun criterio di controllo, va incontro a cicliche crisi di sovrapproduzione, con relativo crollo dei prezzi.
Malgrado la concorrenza di altri paesi tropicali come l'Indonesia e l'emergenza delle nuove produzioni, come quella indiana in Kerala, il Madagascar conserva ancora oggi il suo ruolo di primo esportatore mondiale.

## Metodi di coltivazione e lavorazione della spezia

### Coltivazione
Per crescere, la vaniglia ha bisogno di un clima caldo e umido, di un supporto d'ancoraggio e di una certa ombra. Sono utilizzate principalmente tre tecniche di coltivazione, dalla più estensiva alla più intensiva:
- nel sottobosco si utilizzano come supporto i tronchi degli alberi
- si coltiva in colture intercalari, ad esempio assieme alle canne da zucchero
- si coltiva in serra.

I coltivatori praticano potature, controllano (o praticano) il fissaggio dei fusti, e provvedono in particolare a ripiegare le liane in modo che i baccelli si trovino ad altezza corretta (un metro e mezzo) per una facile raccolta.

### Fecondazione
Dev'essere sempre realizzata manualmente da fiore a fiore. La procedura usata è sempre la stessa di colui che l'ha scoperta: Edmond Albius. Si esegue presto la mattina (i fiori hanno vita breve dell'ordine di qualche ora, all'inizio della giornata) e quando non c'è umidità (la pioggia non permette la formazione dei fiori).
Il fiore viene tenuto delicatamente con una mano, un dito serve da punto d'appoggio sotto la colonna (la parte centrale del fiore). Utilizzando uno strumento appuntito, ma non tagliente, ad esempio un aculeo, si strappa il cappuccio che protegge gli organi sessuali maschili.
Sempre con questo strumento, si raddrizza la linguetta (il rostello) che separa gli organi femminili dalla parte maschile e si avvicina con le dita lo stame, sul quale si trova il polline, verso lo stigma esercitando una leggera pressione per assicurare un buon contatto.

### Preparazione
La trasformazione di frutti inodori in una spezia vellutata e gradevolmente profumata necessita una preparazione minuziosa e metodica i cui principi furono sviluppati in Messico molto tempo fa. Il metodo più semplice, detto "preparazione diretta", consiste nel lasciar maturare il baccello alternandone l'esposizione all'ombra e al sole, ma i risultati sono mediocri. Si preferisce perciò la preparazione indiretta che consiste nel provocare un trauma violento al baccello per arrestarne la vita vegetativa detto ("killing"), seguito da una serie di operazioni di trasformazione, di essiccazione e di smistamento che durano all'incirca dieci mesi prima di ottenere un bastoncino di vaniglia commercializzabile.

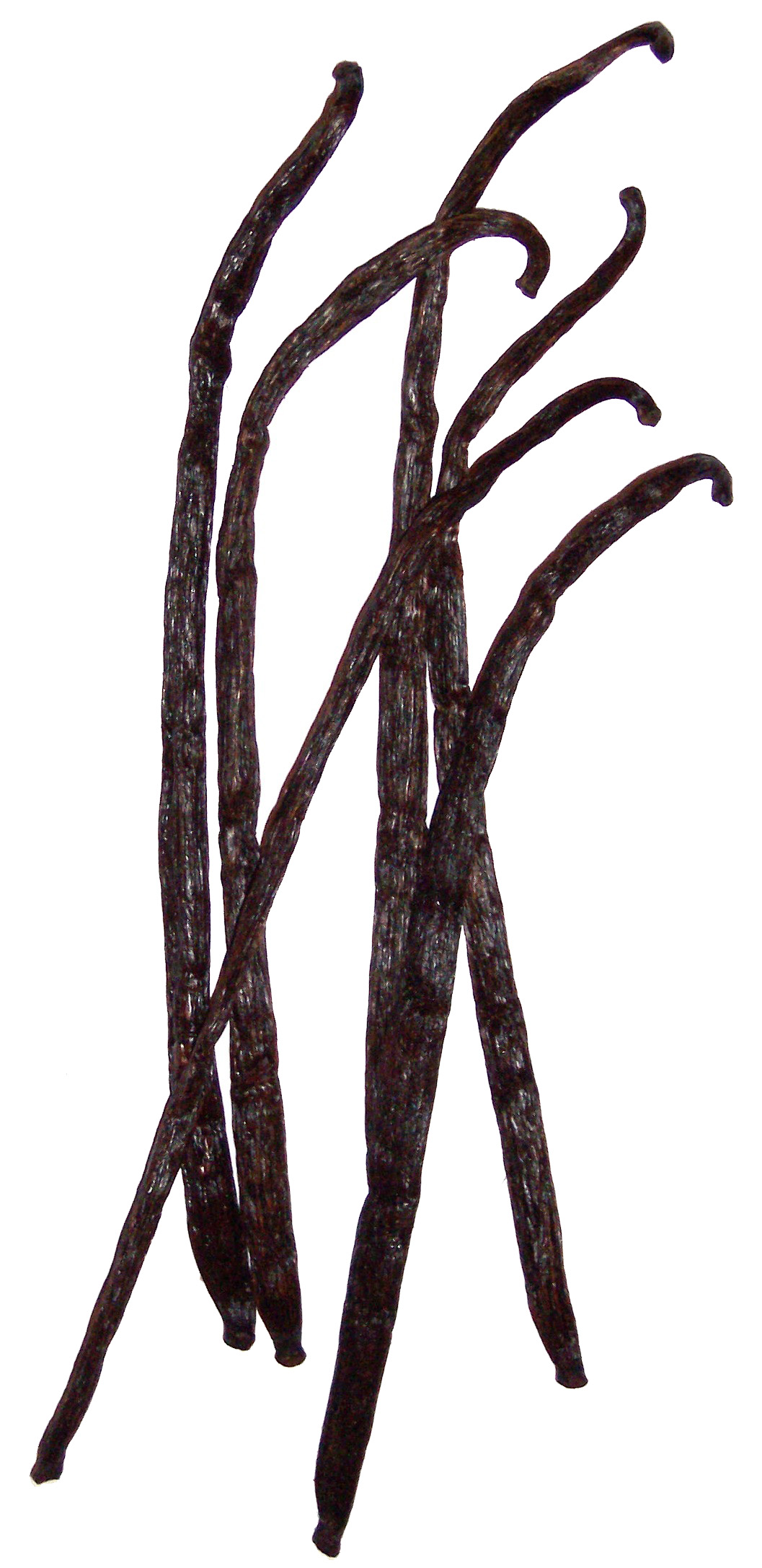
Bastoncini di vaniglia.

Per "uccidere" il baccello questo viene passato dal forno al freddo, ai raggi infrarossi all'alcool, ecc. Il mezzo oggi certamente più impiegato è tuttavia il bagno del baccello in acqua calda. È infatti così che comincia il metodo elaborato da Ernest Loupy nel 1851, seguendo le conoscenze messicane e largamente diffuso da David de Floris.

### Profilo aromatico
La vaniglia naturale sviluppa un profumo complesso, formato da molteplici tipi di composti aromatici differenti. Tra questi, però è la molecola di vanillina (4-idrossi-3-metossibenzaldeide) che forma e caratterizza l'aroma della vaniglia.

### Prodotti commerciali
L'appellativo commerciale vaniglia si attribuisce ai baccelli che hanno una lunghezza almeno di 15 centimetri. I frutti più belli, detti vanille ménagère (vaniglia casalinga) sono destinati alla vendita al dettaglio e non devono essere né spezzati, né avere cicatrici, né essere troppo secchi. Un baccello di qualità deve poter essere attorcigliato a un dito senza danneggiarsi.
La qualità migliore è rappresentata dalla vanille givrée (vaniglia brinata): la vanillina si è cristallizzata in superficie in efflorescenze leggere. È la vaniglia con la profumazione più intensa e delicata.
Le qualità meno pregiate sono destinate al commercio all'ingrosso, per il mercato alimentare industriale o sono utilizzate per la preparazione dell'estratto di vaniglia o la polvere di vaniglia. L'estratto di vaniglia è ottenuto per macerazione di baccelli nell'alcool, la polvere mediante frantumazione dei baccelli.

## Produzione mondiale

### Cifre della produzione
Il mercato relativamente ristretto della vaniglia mira a soddisfare una domanda legata all'autenticità naturale, è sottomesso ai rischi climatici e alla speculazione finanziaria. I cicloni che investono frequentemente la parte orientale di Madagascar possono effettivamente distruggere una parte importante delle piante o dei raccolti. Ma la vaniglia preparata può essere conservata per molti anni, perciò i produttori, i grossisti e i commercianti possono costituire degli stock per ammortizzare le variazioni dei prezzi o, d'altra parte, per approfittare di queste variazioni.
Più spesso, i grandi gruppi agroalimentari e i grandi commercianti internazionali, trattano direttamente e confidenzialmente con i coltivatori locali. In un contesto di opacità, dove un annuncio sulle produzioni può influire sul livello dei prezzi, è molto difficile conoscere con sicurezza delle cifre esatte sulla produzione.
È comunque condiviso da tutti gli esperti del settore che la produzione mondiale annuale di vaniglia sintetica sia di circa 12.000 tonnellate.

### Regioni di produzione
La coltura della vaniglia si è sviluppata in diverse regioni tropicali umide del mondo. Due paesi, Madagascar e Indonesia, rappresentano i maggiori fornitori mondiali. Se durante gli anni novanta la produzione indonesiana era passata in testa, il Madagascar oggi ricopre la posizione dominante.
In Madagascar, nel 2004, la vaniglia dava da vivere a 80.000 coltivatori. Soprattutto è coltivata nella regione di Sava, situata nella zona nord-orientale dell'isola dove si trovano 24.000 dei 29.500 ettari coltivati a vaniglia dell'isola. Le altre piantagioni attorno a Diego Suarez (1.500 ha), e nella regione di Toamasina (3.800 ha), che è anche il porto dal quale partono le esportazioni di questa pregiata spezia. Inoltre altri paesi continuano ad alimentare il mercato mondiale, seppur in maniera più modesta: Messico, Isole Comore, e in maniera ancora minore, la Riunione e Tahiti. Inoltre le isole Seychelles e Mauritius non ne producono più.
I prodotti dell'area del sud-est dell'oceano indiano prendono il nome di Vaniglia Bourbon (Madagascar, Isole Comore e la Riunione). In questa regione, gli alisei impongono la coltura solo sulle coste orientali, che sono le più umide. Sulla Riunione, la produzione è concentrata tra Sainte-Suzanne e Bras-Panon. Nell'arcipelago delle Comore su Anjouan e Mayotte, dove la coltura della vaniglia è una delle poche risorse assieme alla produzione di chiodi di garofano.
Infine ci sono alcuni paesi che si sono lanciati, o rilanciati nella produzione della vaniglia: Uganda, lo stato di Kerala in India, la Papua Nuova Guinea, le Isole Tonga. Sempre alla ricerca di profitti e redditi agricoli. Si trovano tuttavia innanzi a un mercato molto fluttuante per un prodotto che richiede un monitoraggio preciso e rigoroso lungo la filiera per produrre una spezie di qualità.
La Cina produce della vaniglia nella provincia di Yunnan.

### La concorrenza degli aromi industriali
Nel 1874, il chimico tedesco Willhelm Haarmann realizza la prima sintesi artificiale di vanillina o vaniglina, a partire da una sostanza estratta dalla resina dell'abete rosso. Ma anche altre sostanze possono servire come base per una sintesi della vanillina. È utilizzando l'eugenolo (C10H12O2), estratto dai chiodi di garofano, che si sviluppa la produzione e il commercio della vanillina di sintesi.
La vanillina di sintesi prende sempre più campo sia nell'industria alimentare sia nell'industria cosmetica. Grazie al suo basso costo di produzione, permette di rendere popolare l'aroma della vaniglia, ma imponendo alla vaniglia naturale un concorrente troppo forte. Si stima che attualmente la produzione mondiale di vanillina industriale sia intorno alle 12.000 tonnellate all'anno, mentre tutta la vanillina naturale che potrebbe essere estratta dalla produzione mondiale di vaniglia, ne produrrebbe soltanto 40 tonnellate all'anno.

### La crisi degli anni 2000
Nel 2000 il Madagascar (40% della produzione mondiale nel 1994) venne colpito dai cicloni Eline e Hudah, con il risultato che i prezzi della vaniglia naturale s'impennarono. Questa oscillazione dei prezzi fu mantenuta dalla crisi politica che scosse il paese e perturbò il mercato quando nel 2002 il Presidente Didier Ratsiraka dovette lasciare il potere a Marc Ravalomanana (un industriale molto legato alla produzione dello yogurt e quindi personalmente interessato alla risoluzione della crisi).
La crisi ha fatto sì che paesi concorrenti come l'Indonesia, l'Uganda, la Papua Nuova Guinea e lo stesso Messico rilanciassero questa produzione altamente specializzata. D'altro canto, i prezzi raggiunti in quel periodo crearono una corsa alla produzione di vanillina industriale con i metodi più svariati. Dopo il 2004 tuttavia i prezzi sono scesi da $500 a $25–70 (prezzo all'ingrosso per chilogrammo), $65–70 per la vaniglia Bourbon, $25–20 per le altre varietà. Malgrado questi nuovi prezzi storicamente molto bassi, gli acquirenti continuavano a evitare i baccelli di vaniglia naturale. Il Madagascar quindi ha dovuto abbassare la sua offerta globale dal 60% al 40% per rimettersi sul mercato.
A Nizza nell'ottobre 2004 si è tenuto il primo congresso internazionale dedicato alla spezie. È stata creata anche la International Vanilla Association, prima struttura di questo genere avente lo scopo di meglio valutare i parametri del mercato.

## Le varietà

### Vaniglia Bourbon
I lunghi baccelli della vaniglia Bourbon dell'isola della Riunione sono di una qualità eccezionale. La tecnica di trasformazione della vaniglia Bourbon è molto complessa; al fine di evitare la perdita dell'olio essenziale è richiesta al produttore una lunga esperienza. La vaniglia Bourbon si sposa perfettamente con la cannella, l'anice, il chiodo di garofano, lo zenzero e il cardamomo.

### Vaniglia Tahiti
Il baccello della vaniglia Tahiti è di colore marrone scuro, molto carnoso e spesso. (I migliori lunghi 15–18 cm). Il profumo della vaniglia Tahiti è delicato e caldo, zuccherato come un pan di spezie, nello stesso tempo sviluppa una nota fruttata alla prugna. Il prezzo della vaniglia Tahiti è molto elevato, dovuto a una produzione mondiale molto limitata (15 t per anno).

### Vaniglia Tahitensis
Il baccello della vaniglia Tahitensis è di colore marrone scuro, carnoso e spesso. i migliori hanno una lunghezza di 18–19 cm. Il profumo della vaniglia Tahitensis è speziato, caldo, con una nota di anice. La vaniglia Tahitensis prodotta in Papua Nuova Guinea è considerata tra le migliori vaniglie al mondo.

## Utilizzo

### Commercio e consumo
Gli europei consumano più volentieri la vaniglia naturale, in particolare Germania e Francia (75% della varietà Bourbon), contro gli Stati Uniti che consumano più gli estratti della vaniglia. È un'impresa americana, la Zink & Triest che nel 2003 è diventata la numero uno del commercio internazionale di questo prodotto. Un altro importatore di rilievo è McCormick & Company, impresa fondata nel 1889 a Baltimora (USA).
La domanda di vaniglia è molto differenziata per:
- industrie agro-alimentari, che rappresentano l'80-85% della domanda mondiale, con i cioccolatieri industriali, i gelatieri industriali come la Nestlé o la Unilever e le industrie di bibite. Così la sola decisione di Coca-Cola di proporre la sua bevanda gassata aromatizzata alla vaniglia (la Coca-Cola Vanilla, che in Italia non è mai stata commercializzata) ha suscitato un aumento del 10% della domanda mondiale;
- privati, artigiani cioccolatieri, gelatieri e cuochi;
- industrie cosmetiche, per la produzione di profumi e altri prodotti per la persona.

### La vaniglia nella cucina italiana
- Budino
- Vov alla vaniglia
- Panna cotta
- Yogurt
- Banane alla Martinicana
- Gelato
- Tè
- Fudge alla vaniglia
- Crema bavarese
- Cioccolato di Modica